# Die singenden Engel von Tirol

Sonho de um Pequeno Coração, drama musical subtitulado Angústia de um pequeno coração (título original: Sag ja, Mutti; em alemão: Die singenden Engel von Tirol) é um filme austríaco de 1958. Dirigido por Alfred Lehner. Produtora Zenith-Sonor Produktion. Musica tema de Frank Filip. A música-tema foi gravada (Engel-Kinder) em vinil de 7" pela Columbia Records no mesmo ano.

## Sinopse
A pequena Evi Kramer (Christine Kaufmann) sofre com as brigas de seus pais. Em uma viagem de férias para Tirol, conhece Pauli Engel, cuja família tem um grupo musical, a Família Engel. Depois de alguns dias agradáveis, Evi é acometida por uma miocardite, e de repente, tudo volta a se recompor entre o pai e a mãe. Durante a sua doença, Evi pede que o grupo dos Engel lhe proporcione conforto no Natal.

## Elenco
| Ator/Atriz         | Personagem                 |
| ------------------ | -------------------------- |
| Hans Söhnker       | Erik Kramer                |
| Hertha Feiler      | Nora Kramer                |
| Christine Kaufmann | Evi Kramer                 |
| Paul Richter       | Vater Engel                |
| Lucie Englisch     | Mutter Engel               |
| Paul Engel         | Pauli Engel                |
| Charles Régnier    | Diretor Roberts            |
| Angela Cenery      | Lolita Alvarez             |
| Eduard Köck        | Fabricante de instrumentos |
| Alfred Böhm        | Hausknecht Wastl           |
| Oskar Willner      |                            |
| Helene Arcon       |                            |
| Herta Risavy       |                            |
| Anna Exl           |                            |
| Leopold Esterle    |                            |